# Justin Bonomo
Pour les articles homonymes, voir Bonomo.
Justin Bonomo est un joueur de poker professionnel américain, et un ancien joueur de Magic the Gathering, né le 30 septembre 1985 à Fairfax. Il a gagné trois bracelets aux World Series of Poker et totalise plus de 49 millions de dollars en tournoi de poker live.

## Biographie
Bonomo commence à jouer à Magic The Gathering à l'âge de huit ans, dès l'âge de douze ans, participe à des tournois aux États-Unis. Il a étudié un semestre à l'Université du Maryland à College Park. 
Très impliqué dans l'étude du jeu, il était un gros contributeur du forum 2+2, un site fédérant la communauté du poker en ligne. En 2006, il a été impliqué dans un scandale de triche, car Bonomo s'est inscrit au même tournoi avec plusieurs comptes. Pokerstars confisque 100 000 $ de ses gains, et banni son compte en ligne ZeeJustin. Bonomo anime une émission de radio, et notamment une rubrique stratégie aux côtés de Daniel Negreanu. En 2009, pokerstars débloque son compte. En 2017, il est ambassadeur du projet caritatif Raising for Effective Giving fondé par les joueurs de poker Liv Boeree, Igor Kurganow (en) et Philipp Gruissem (en). Il vit à Vancouver.

## Résultats au poker
Justin Bonomo joue en ligne sous le nom de ZeeJustin
En 2005, âgé de 19 ans, il devient le plus jeune joueur à participer à une table finale télévisée, lorsqu'il se classe quatrième de l'EPT à Deauville, en France. 
En 2014, il remporte son premier bracelet WSOP lors de l'événement #11 : Hold'em No-Limit Six Handed, remportant 449 980 $
En 2018, il remporte 2 bracelets, aux événements #16, 10k$ Heads-Up No-Limit Hold'em Hold'em pour un gain de 185 965 $ et #78, One Drop avec un buy-in de 1 000 000 $ pour 10 millions de dollars de gain. Grâce à cette dernière victoire, il passe en Juillet 2018, à 32 ans, devant Daniel Negreanu en tête de la All time money list, qui classe les joueurs en fonction de leurs gains cumulés en tournois live. En Aout 2019, c'est le joueur Bryn Kenney (en) qui lui ravit la première place de ce classement.